# Distrito electoral de Bruning (condado de Thayer, Nebraska)
Bruning (en inglés: Bruning Precinct) es un distrito electoral ubicado en el condado de Thayer en el estado estadounidense de Nebraska. En el Censo de 2010 tenía una población de 532 habitantes y una densidad poblacional de 2,71 personas por km².

## Geografía
Bruning se encuentra ubicado en las coordenadas 40°17′56″N 97°34′19″O / 40.29889, -97.57194. Según la Oficina del Censo de los Estados Unidos, Bruning tiene una superficie total de 196.47 km², de la cual 196.32 km² corresponden a tierra firme y (0.08%) 0.15 km² es agua.

## Demografía
Según el censo de 2010, había 532 personas residiendo en Bruning. La densidad de población era de 2,71 hab./km². De los 532 habitantes, Bruning estaba compuesto por el 99.44% blancos y el 0.19% eran afroamericanos. Del total de la población el 1.88% eran hispanos o latinos de cualquier raza.